# Kaiserin Josephine
Kaiserin Josephine ist eine Operette in acht Bildern von Emmerich Kálmán. Das deutsche Libretto stammt von Paul Knepler und Géza Herczeg. Die Uraufführung fand am 18. Januar 1936 am Zürcher Stadttheater statt.

## Handlung
Die Handlung dieser Operette thematisiert die Entwicklung der Beziehung des französischen Kaisers Napoleons I. und dessen erster Ehefrau Joséphine de Beauharnais. Die Geschichte beginnt mit der Prophezeiung einer Wahrsagerin, dass Josephine einmal Kaiserin werden werde. Im zweiten Bild begegnen sich der damalige General Napoleon und Josephine erstmals bei einem Empfang. Napoleon ist auf Anhieb von ihr begeistert, während sie ihm keine weitere Beachtung schenkt. Im dritten Bild wird Eugen, der Sohn Josephines aus deren erster Ehe, wegen eines kleineren Vergehens inhaftiert. Josephine bittet bei Napoleon um die Freilassung ihres Sohnes. Der General nutzt diese Lage aus und bittet Josephine persönlich zu ihm zukommen und um die Freilassung Eugens zu bitten. Dieser Plan geht auf und im vierten Bild heiraten die beiden. Dann kehrt Napoleon zu seinen Truppen ins Feld zurück. Währenddessen genießt Josephine in Paris das gesellschaftliche Leben. Einer Bitte Napoleons, zu ihm zu kommen, entspricht sie nicht. Stattdessen flirtet sie mit anderen Männern, unter anderem auch mit Hippolyte Charles (Fünftes Bild). Dann reist Josephine doch Napoleon hinterher. Ihrer Bitte, die Karriere Hippolytes zu fördern, entspricht der General nicht. Stattdessen wird er, wohl aus Eifersucht, als Feigling dargestellt und fällt in Ungnade (Sechstes Bild). Im siebten Bild ist Napoleon zum ersten Konsul der Französischen Republik aufgestiegen. Zunächst hält er sich noch aus Verärgerung von Josephine fern. Dann aber findet das Paar wieder zusammen. Das achte Bild schließlich thematisiert die Kaiserkrönung Napoleons und Josephines. Damit ist die Prophezeiung der Wahrsagerin in Erfüllung gegangen und die Operette endet mit einem Happy End. (Das historische Ende der Beziehung, nämlich die Scheidung des Paares wenige Jahre später, wird nicht erwähnt).

## Rezeption
Kaiserin Josephine ist eine verspätete Historienoperette. Ähnliche Werke hatten schon Franz Lehár mit Paganini, Leo Fall mir Madame Pompadour und Theo Mackeben mit seiner Bearbeitung der Millöcker Operette Die Dubarry herausgebracht. Alle diese Werke entstanden zeitlich schon vor Kaiserin Josephine. Gemeinsam ist diesen Werken die Thematisierung historischer Persönlichkeiten, wobei es allerdings mit der historischen Wahrheit nicht immer zu genau genommen wurde. Kálmáns Operette kam deutlich zu spät. Die zitierten Vorgängerwerke kamen zu ihrer Zeit von der Handlung her noch gut beim Publikum an. Als Kaiserin Josephine erschien hatte längst die Filmindustrie die Behandlung historischer Themen und Personen an sich gerissen. Schon von daher waren die Startbedingungen für diese Operette denkbar schlecht. Hinzu kam, dass der Komponist, dessen Musik fraglos nicht schlecht ist, versuchte sich mit diesem Werk der Form der Oper zu nähern. Letztlich kam eine Art Zwitter zwischen Großer Gesangsoperette und Revue heraus. Außerdem war das Textbuch dramaturgisch nicht schlüssig. Das größte Problem für das Überleben dieser Operette stellte aber die politische Situation jener Zeit dar. Das Werk kam 1936 in Zürich erstmals auf die Bühne. Zu diesem Zeitpunkt waren im nationalsozialistischen Deutschland längst alle Werke von Kálmán verboten, weil dieser Jude war. Das gleiche Schicksal traf den Komponisten und mit ihm seine Werke zwei Jahre später in Österreich. Nach dem Krieg erlebten fast alle Werke Kálmáns eine Rückkehr auf die Bühne. Großen und bleibenden Erfolg hatten aber nur Die Csárdásfürstin und Gräfin Mariza. Kaiserin Josephine verschwand ab Mitte der 1950er Jahre allmählich wieder von den Spielplänen der Theater. Das Werk wird nur noch gelegentlich gespielt. Einzelne Nummern halten sich bis heute in Konzertprogrammen.

## Musiknummern
Der unten angeführten CD aus dem Jahr 2018 sind folgende Musiknummern entnommen, die auch der Partitur entsprechen:
Nr. 1 Lied: Schöne Marquise, arme Marquise (Marion, Juliette, Josephine)
Nr. 2 Finale Erstes Bild: Mir klopft das Herz (Josephine, Juliette, Marion)
Nr. 3 Tanzszene: Die Liebe und der prickelnde Champagnerwein (Chor)
Nr. 4 Lied: Liebe singt ihr Zauberlied (Bonaparte)
Nr. 5 Finaletto: Die Liebe und der prickelnde Champagnerwein (Josephine, Bonaparte, Charles, Barras, Chor)
Nr. 5a Melodram: Unter südlicher Sonne bin ich geboren (Josephine)
Nr. 6 Duett: Kleines Mädel nimm mich bei der Hand (Juliette, Bernard)
Nr. 7 Lied: Du bist die Frau (Bonaparte)
Nr. 7a Finaletto: Möchten Sie nicht noch hier bleiben (Josephine Bonaparte)
Nr. 8 Duett: Heut möcht ich dich küssen (Juliette, Bernard)
Nr. 9 Finale Viertes Bild: Ich danke euch, ihr lieben Freunde...Ein Tag voll Freud und Seligkeit (alle)
Nr. 10 Lied: Komm, o komm zu mir (Bonaparte) auch als Brieflied bekannt
Nr. 11 Mein Traum, mein Traum (Josephine)
Nr. 12 Ballett und Ensemble (alle)
Nr. 13 Melodram und Finaletto: Bourienne, endlich! (Bonaparte, Bouriennne und Berthier)
Nr. 14 Lied: Frauen sind wie Delikatessen (Bernard)
Nr. 15 Lied: Schön ist der Tag (Bonaparte)
Nr. 15a Reminiszenz: Heut möcht ich dich küssen (Juliette, Bernard)
Nr. 16 Finale sechstes Bild: Und dies ist nun die Stunde (Bonaparte, Josephine, Chor)
Nr. 17 Musikalische Szene: Nur ein Gedanken immerzu (Josephine)
Nr. 17a Melodram: Du bist die Frau, die mein Herz sich ersehnt (Josephine, Bonaparte)
Nr. 18 Krönungsszene und Finale: Selig wie nie, beug ich das Knie (Josephine, Chor)

## Tonträger
Im Jahr 2018 brachte das Label CPO eine im Vorjahr aufgenommene Doppel-CD der Operette heraus. Unter der Gesamtleitung von Marius Burkert spielten und sangen das Franz Lehár Orchester und der Chor des Lehár Festivals Bad Ischl. Als Solisten wirkten neben vielen anderen mit: Vincent Schirrmacher, Miriam Portman, Constantin Zeiler und Paul Schmitzberger.